# L'Ombre du harcèlement
L'Ombre du harcèlement (Stalkers) est un téléfilm américain réalisé par Mark Tonderai, diffusé le 13 avril 2013 sur Lifetime.

## Fiche technique
- Titre original : Stalkers
- Titre français : L'Ombre du harcèlement
- Réalisation : Mark Tonderai
- Scénario : David Wiener, basé sur le livre Whisper of Fear: The True Story of the Prosecutor Who Stalks the Stalkers de Rhonda Saunders
- Photographie : Mirosław Baszak (en)
- Pays d'origine :  États-Unis
- Langue originale : anglais
- Durée : 90 minutes
- Dates de diffusion :
  - États-Unis : 13 avril 2013
  - France : 19 septembre 2013 sur TF1

## Distribution
- Drea de Matteo (VF : Élisabeth Fargeot) : Diane Harkin[2]
- Jodi Lyn O'Keefe (VF : Barbara Delsol) : Julia Whitman[3]
- Mena Suvari (VF : Sybille Tureau) : Ivy[4]
- Henry Simmons (en) (VF : Jean-Paul Pitolin) : Cliff Wagner[4]
- Lela Loren (VF : Laëtitia Lefebvre) : Jane Cox[5]
- April Telek : Anita
- Brendan Fletcher (VF : Sylvain Agaësse) : Tim
- Mike Dopud (VF : Sam Salhi) : Box Whitman
- Zak Santiago (VF : Fabien Jacquelin) : Romero
- Jesse Moss (VF : Alexis Tomassian) : Brian
- Doug Abrahams (VF : Bernard Bollet) : Alonso
- Spencer Drever (en) (VF : Victor Quilichini) : Henry
- Jeremy Guilbaut (en) (VF : Christophe Desmottes) : Sean
- Duncan Fraser : Colter
- Brenda Campbell (VF : Véronique Picciotto) : la victime

 Source et légende : version française (VF) sur RS Doublage et selon le carton du doublage français.

## Production
Le projet de téléfilm pilote basé sur le livre Whisper of Fear de Rhonda Saunders a débuté en août 2012.

## Accueil
Le téléfilm a été vu par 983 000 téléspectateurs lors de sa première diffusion.